# Willy Padoly
Willy Padoly (ur. 20 grudnia 1978) – martynikański piłkarz występujący na pozycji pomocnika. Zawodnik klubu Aiglon du Lamentin.

## Kariera klubowa
Padoly karierę rozpoczynał w zespole Aiglon du Lamentin. Spędził tam rok. Następnie grał w drużynach US Marinoise oraz Golden Star, a w 2006 roku wrócił do Aiglon du Lamentin. W 2009 roku zdobył z nim Puchar Martyniki.

## Kariera reprezentacyjna
W reprezentacji Martyniki Padoly zadebiutował w 2003 roku. W tym samym roku został powołany do kadry na Złoty Puchar CONCACAF. Zagrał na nim w meczach ze Stanami Zjednoczonymi (0:2) i Salwadorem (0:1), a Martynika zakończyła turniej na fazie grupowej.